# Partido judicial de Castuera

Mapa municipal de la provincia de Badajoz con sus partidos judiciales.

El partido judicial de Castuera  es uno de los catorce partidos judiciales tradicionales, de la provincia de Badajoz en la región de Extremadura (España). Constituido a principios del siglo XIX con 12 municipios, a principios del siglo XXI cuenta con catorce.

## Geografía
Está situado al noroeste de la provincia. 
| Noroeste: Puebla           | Norte: Puebla | Noreste: Córdoba |
| Oeste: Don Benito y Mérida |               | Este: Córdoba    |
| Suroeste: Mérida           | Sur: Llerena  | Sureste: Córdoba |

## Historia
Los 12 municipios en 1834 contaban con 7.389 hogares y 27.272 almas, siendo el partido con el mayor número de habitantes. 
Pertenecían a la comarca de la Serena los siguientes municipios:
| - Benquerencia de la Serena - Cabeza del Buey - Castuera - Esparragosa de la Serena - Helechal - Higuera de la Serena - Malpartida de la Serena - Monterrubio de la Serena - Quintana de la Serena - Valle de la Serena - Zalamea de la Serena - Zaucejo |

## Partido Judicial
A principios del siglo XX es el partido número 10 de la provincia agrupando los siguientes catorce municipios
| - Benquerencia de la Serena - Cabeza del Buey - Capilla - Castuera | - Esparragosa de la Serena - Higuera de la Serena - Malpartida de la Serena - Monterrubio de la Serena | - Peñalsordo - Peraleda del Zaucejo (Pertenece a la comarca de Campiña Sur) | - Quintana de la Serena - Valle de la Serena - Zalamea de la Serena - Zarza Capilla |